# Lövåssäterns naturreservat
Lövåssäterns naturreservat är ett naturreservat i Älvdalens kommun i Dalarnas län.
Området är naturskyddat sedan 2021 och är 90 hektar stort. Reservatet ligger i anslutning till Fulufjällets nationalpark i sydost och består av grannaturskog.